# 仰天!くらべるトラベル
『仰天!くらべるトラベル』（ぎょうてん くらべるトラベル）は、1991年4月11日から同年9月26日までTBS系列局で放送されていたTBS製作のクイズ番組である。サンスターの一社提供。放送時間は毎週木曜 19:30 - 20:00 （日本標準時）。

## 概要
リポーターが世界各国を旅し、現地にある「モノ」をクイズ形式で紹介していた番組。司会は、日本テレビを退社してフリーに転じた直後の福留功男が務めていた。
裏番組には勝てず、若干のテコ入れを行うもわずか半年で終了した。

## 出演者

### 司会
- 福留功男 - 「ゲームマスター」と呼ばれていた。

### レギュラー解答者
- 赤：所ジョージ、緑：中村あずさ、黄：田代まさし、紫：ゲストの4人制。色は解答者席の色。

### ナレーター
- 小宮孝泰
- 有村かおり

## ルール
番組は「STAGE 1」から「STAGE 4」までの全4ステージで構成。「STAGE 1」「STAGE 2」は筆記問題で1問あたり200点。前期には、「STAGE 3」でVTR早押し問題（1000点ある得点が時間が経過するごとに100点ずつ下がっていく）を、「STAGE 4」では正解すると得点が倍々に上がっていくA・B二択問題「ダブルアタック」を出していた。後期には出題順を変更し、それまで「STAGE 3」で出していたVTR早押し問題を「STAGE 4」で出すようになった。
筆記問題で全員不正解でも、答えに近い正解であれば、福留の裁量で正解になる事もあった。
得点が1000点を超えた解答者にはゴールド賞（副賞）として海外旅行が贈られた。これは視聴者プレゼントにもなっていた。ゴールド賞は放送第1回で早くも出ており、この回で1800点を獲得した田代まさしがニューヨーク旅行を獲得した。田代は第1回のみならず、番組を通して最多でゴールド賞を獲得している。ゴールド賞の行き先は、最終回に近づくにつれて日本に近い場所へと変更されていった。

## スタッフ
- 監修：田村隆
- 構成：原すすむ、木崎徹
- 音楽：たかしまあきひこ
- 技術：佐藤秀輔
- カラー調整：中村孝雄
- カメラ：阿部智昭
- 音声：高林徹
- 照明：松村劦
- 美術デザイン：加藤昌男
- 美術制作：金野寿雄、佐野雅次
- 音響効果：若林宏夫、小堀博孝
- 取材技術：PEC
- VTR編集：木野内幸浩（TBS-V）
- MAV：河村茂治
- TK：西岡八生子
- スタイリスト：石毛留美
- 海外コーディネート：細川邦博
- 海外ロケ：前田賢一
- 国内ロケ：又平和己、伊坪弘
- 演出：竹島達修

- アシスタントプロデューサー：栗林堅太郎（NCV）
- プロデューサー：林豊 ／ 小松原登（NCV）
- 制作：宮田吉雄、鈴木宏美
- 制作協力：NCV
- 製作著作：TBS

## ネット局
| 放送対象地域   | 放送局                    | 系列           | 放送曜日・放送時間       | 遅れ       | 備考                 |
| -------------- | ------------------------- | -------------- | ------------------------ | ---------- | -------------------- |
| 関東広域圏     | 東京放送（TBS）           | TBS系列        | 木曜 19時30分 - 20時00分 | 同時ネット | 製作局 現・TBSテレビ |
| 北海道         | 北海道放送（HBC）         | TBS系列        | 木曜 19時30分 - 20時00分 | 同時ネット |                      |
| 青森県         | 青森テレビ（ATV）         | TBS系列        | 木曜 19時30分 - 20時00分 | 同時ネット |                      |
| 岩手県         | 岩手放送（IBC）           | TBS系列        | 木曜 19時30分 - 20時00分 | 同時ネット | 現・IBC岩手放送      |
| 宮城県         | 東北放送（TBC）           | TBS系列        | 木曜 19時30分 - 20時00分 | 同時ネット |                      |
| 山形県         | テレビユー山形（TUY）     | TBS系列        | 木曜 19時30分 - 20時00分 | 同時ネット |                      |
| 福島県         | テレビユー福島（TUF）     | TBS系列        | 木曜 19時30分 - 20時00分 | 同時ネット |                      |
| 山梨県         | テレビ山梨（UTY）         | TBS系列        | 木曜 19時30分 - 20時00分 | 同時ネット |                      |
| 新潟県         | 新潟放送（BSN）           | TBS系列        | 木曜 19時30分 - 20時00分 | 同時ネット |                      |
| 長野県         | 信越放送（SBC）           | TBS系列        | 木曜 19時30分 - 20時00分 | 同時ネット |                      |
| 静岡県         | 静岡放送（SBS）           | TBS系列        | 木曜 19時30分 - 20時00分 | 同時ネット |                      |
| 富山県         | チューリップテレビ（TUT） | TBS系列        | 木曜 19時30分 - 20時00分 | 同時ネット |                      |
| 石川県         | 北陸放送（MRO）           | TBS系列        | 木曜 19時30分 - 20時00分 | 同時ネット |                      |
| 中京広域圏     | 中部日本放送（CBC）       | TBS系列        | 木曜 19時30分 - 20時00分 | 同時ネット | 現・CBCテレビ        |
| 近畿広域圏     | 毎日放送（MBS）           | TBS系列        | 木曜 19時30分 - 20時00分 | 同時ネット |                      |
| 鳥取県・島根県 | 山陰放送（BSS）           | TBS系列        | 木曜 19時30分 - 20時00分 | 同時ネット |                      |
| 岡山県・香川県 | 山陽放送（RSK）           | TBS系列        | 木曜 19時30分 - 20時00分 | 同時ネット | 現・RSK山陽放送      |
| 広島県         | 中国放送（RCC）           | TBS系列        | 木曜 19時30分 - 20時00分 | 同時ネット |                      |
| 山口県         | テレビ山口（tys）         | TBS系列        | 木曜 19時30分 - 20時00分 | 同時ネット |                      |
| 高知県         | テレビ高知（KUTV）        | TBS系列        | 木曜 19時30分 - 20時00分 | 同時ネット |                      |
| 福岡県         | RKB毎日放送（RKB）        | TBS系列        | 木曜 19時30分 - 20時00分 | 同時ネット |                      |
| 長崎県         | 長崎放送（NBC）           | TBS系列        | 木曜 19時30分 - 20時00分 | 同時ネット |                      |
| 熊本県         | 熊本放送（RKK）           | TBS系列        | 木曜 19時30分 - 20時00分 | 同時ネット |                      |
| 大分県         | 大分放送（OBS）           | TBS系列        | 木曜 19時30分 - 20時00分 | 同時ネット |                      |
| 宮崎県         | 宮崎放送（MRT）           | TBS系列        | 木曜 19時30分 - 20時00分 | 同時ネット |                      |
| 鹿児島県       | 南日本放送（MBC）         | TBS系列        | 木曜 19時30分 - 20時00分 | 同時ネット |                      |
| 沖縄県         | 琉球放送（RBC）           | TBS系列        | 木曜 19時30分 - 20時00分 | 同時ネット |                      |
| 愛媛県         | 南海放送（RNB）           | 日本テレビ系列 | 日曜 12時00分 - 12時30分 | 3日遅れ    |                      |

## 備考
- スタジオセットは、前期にはゲームマスターの福留を中央にして解答者たちが2枠ずつ座るという構成だったが、後期には福留がセットの端へ移動し、解答者席が連続で4枠並ぶ形に変わった。
- 解答をする際の筆記具にはライトペンを使用していた。
- エンディングテーマは森川由加里の「夢元気!?」。
- 前期の放送回で、「STAGE 3」を終了した時点でゲスト解答者の得点が0点だった。このままではゲストは「STAGE 4」の「ダブルアタック」を何問正解しても0点のままになってしまうため、福留はゲストに無条件で得点を少し与えるようレギュラー解答者に同意を求めたが、所と田代が猛反対した。協議の末、福留の裁量、そして、所と田代の強行で、ゲストに得点を70点与えてから「STAGE 4」を始めた。

| TBS系列 木曜19:30枠 （本番組までサンスター一社提供枠）    | TBS系列 木曜19:30枠 （本番組までサンスター一社提供枠）  | TBS系列 木曜19:30枠 （本番組までサンスター一社提供枠） |
| 前番組                                                    | 番組名                                                  | 次番組                                                 |
| --------------------------------------------------------- | ------------------------------------------------------- | ------------------------------------------------------ |
| クイズ日本昔がおもしろい （1988年4月7日 - 1991年3月28日） | 仰天!くらべるトラベル （1991年4月11日 - 1991年9月26日） | そんなコロッケな!? （1991年10月17日 - 1991年12月19日） |